# Miroslav Črnivec
Miroslav Črnivec [mirosláv črnívec], slovenski geodet in astronom * 27. februar 1904, Radovljica, † 17. januar 1986, Ljubljana. 
Črnivec je leta 1927 diplomiral na geodetskem oddelku Tehniške fakultete v Ljubljani. Delal je na Hrvaškem, v Srbiji in po letu 1932 pretežno na tehniškem oddelku banske uprave v Ljubljani. 
Med vojno je bil interniran. Po letu 1945 je bil načelnik geodetskega oddelka pri Ministrstvu za gradnje v Ljubljani, od leta 1947 do 1955 načelnik Geodetske uprave LRS, 1952 svetnik pri gospodarskem svetu vlade SRS. V letih od 1952 do 1953 in 1959 je bil član jugoslovansko-avstrijske komisije za ureditev dvolastniških posesti. Po letu 1955 je prišel na Fakulteto za arhitekturo, gradbeništvo in geodezijo (FAGG) v Ljubljani in bil do leta 1960 izredni, nato 1961-75 redni profesor za geodetsko astronomijo in geodetske račune na oddelku za geodezijo na FAGG. 
Kot raziskovalec se je posvetil predvsem reševanju problemov v balistiki,
priredil astronomske pripomočke za presojo osončenja urbanističnih objektov; opremil je in od leta 1961 do 1967 vodil delo planetarija v Ljubljani. Izdal je 3 strokovne publikacije in več razprav. Bil je častni član Zveze geodetskih inženirjev in geometrov Jugoslavije.